# Ritzville
Ritzville är administrativ huvudort i Adams County i delstaten Washington. Orten har fått namn efter bosättaren Philip Ritz. Vid 2010 års folkräkning hade Ritzville 1 673 invånare.